# Zelkova
Zelkova là một chi của 6 loài cây thân gỗ hiện còn tồn tại, với lá sớm rụng trong họ Du (Ulmaceae), có nguồn gốc tại khu vực miền nam châu Âu, miền tây nam và miền đông châu Á. Chúng có kích thước từ dạng cây bụi như ở cử Sicilia (Z. sicula) tới cây gỗ lớn, cao tới 35 m như ở cử Kavkaz (Z. carpinifolia).
Tên gọi khoa học Zelkova có nguồn gốc xuất xứ từ tên gọi bản địa của Z. carpinifolia trong một hoặc nhiều ngôn ngữ vùng Kavkaz, chẳng hạn như trong tiếng Gruzia người ta gọi nó là ძელქვა (dzelkva).

## Các loài
- Zelkova abelicea (đồng nghĩa: Z. cretica): Cử Creta
- Zelkova carpinifolia (đồng nghĩa: Z. crenata, Z. ulmoides): Cử Kavkaz
- Zelkova serrata (đồng nghĩa: Z. acuminata, Z. hirta, Z. keaki): Keaki hay cử Nhật Bản
- Zelkova sicula: Cử Sicilia
- Zelkova sinica: Cử Trung Hoa
- Zelkova schneideriana: Cử Schneider

Cử Sicilia (Z. sicula) mới được phát hiện năm 1991, được liệt kê như là loài đang nguy cấp. Quần thể đã biết duy nhất chỉ còn một lượng nhỏ các cây bụi thấp, chịu tổn hại nặng nề do chăn thả quá mức tại khu vực Sicilia; kích thước của cây trưởng thành trong tự nhiên khi không bị phá hại hiện vẫn chưa rõ.
Zelkova serrata và Z. carpinifolia được trồng làm cây cảnh.
Chi Zelkova đã từng là các loài cây phổ biến tại Bắc Mỹ và Bắc Âu cho tới cuối thế Pliocen. Tuy nhiên, sự đóng băng trên phạm vi rộng vào thế Pleistocen đã thu hẹp chi này vào phạm vi phân bổ hiện tại của chúng, ở phía nam các dãy núi Alps và Pyrenees, cũng như tại Đông Á là những nơi mà sự đóng băng chỉ diễn ra cục bộ.